# 列柱

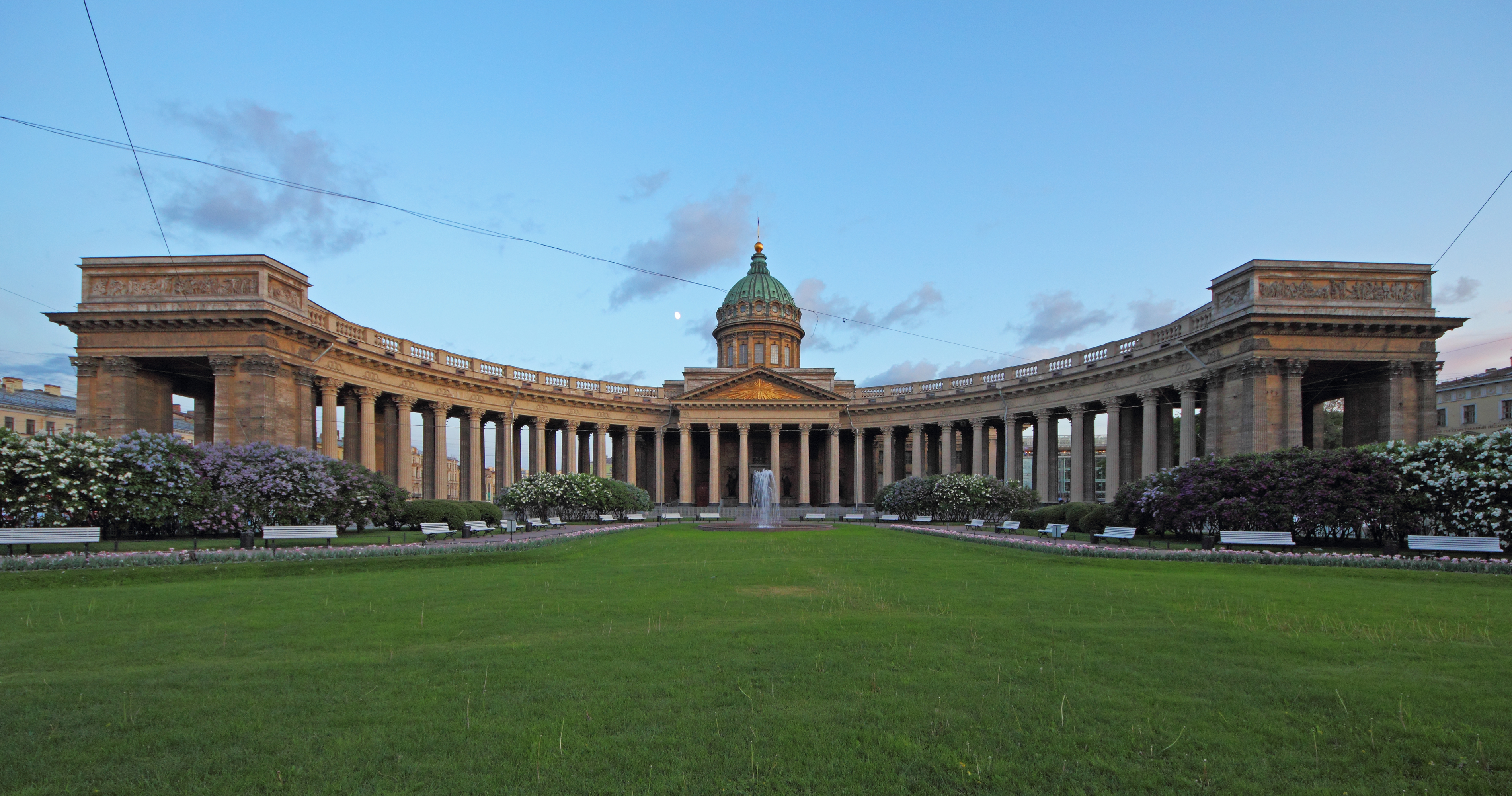
喀山主教座堂

在古典主義建築中，列柱（colonnade）是指由柱頂连接而成的一长串柱。典型的例子包括了羅馬的聖彼得大教堂和俄羅斯的喀山主教座堂。與之相對的是，若為由一連串柱子圍起的中庭則被稱為列柱中庭。美國最大的列柱位於紐約州的奧爾巴尼。